# Guilly (Loiret)
Guilly – miejscowość i gmina we Francji, w Regionie Centralnym, w departamencie Loiret.
Według danych na rok 1990 gminę zamieszkiwało 508 osób, a gęstość zaludnienia wynosiła 30 osób/km² (wśród 1842 gmin Centre, Guilly plasuje się na 678. miejscu pod względem liczby ludności, natomiast pod względem powierzchni na miejscu 793.).